# Horace Maynard

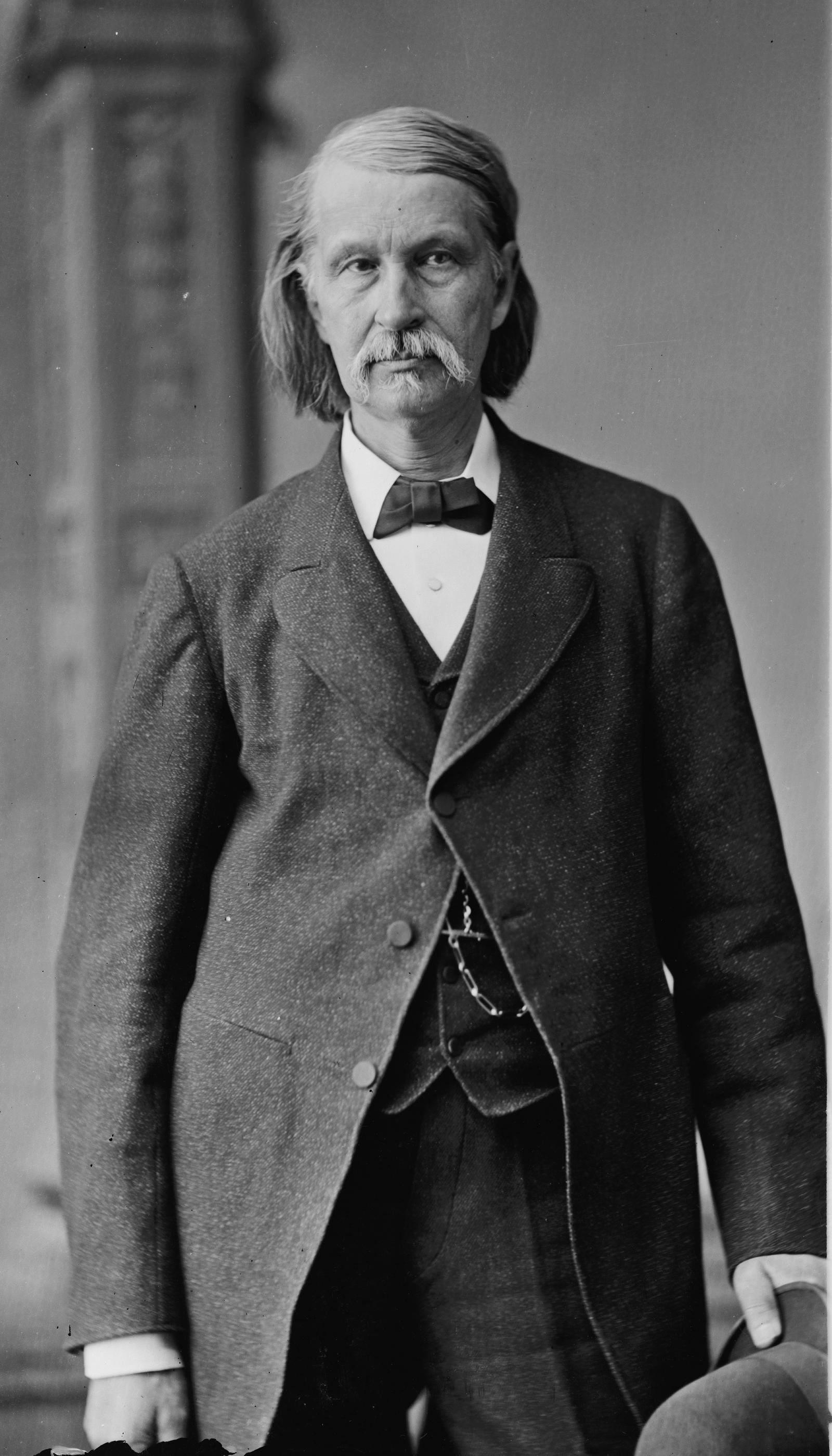
Horace Maynard

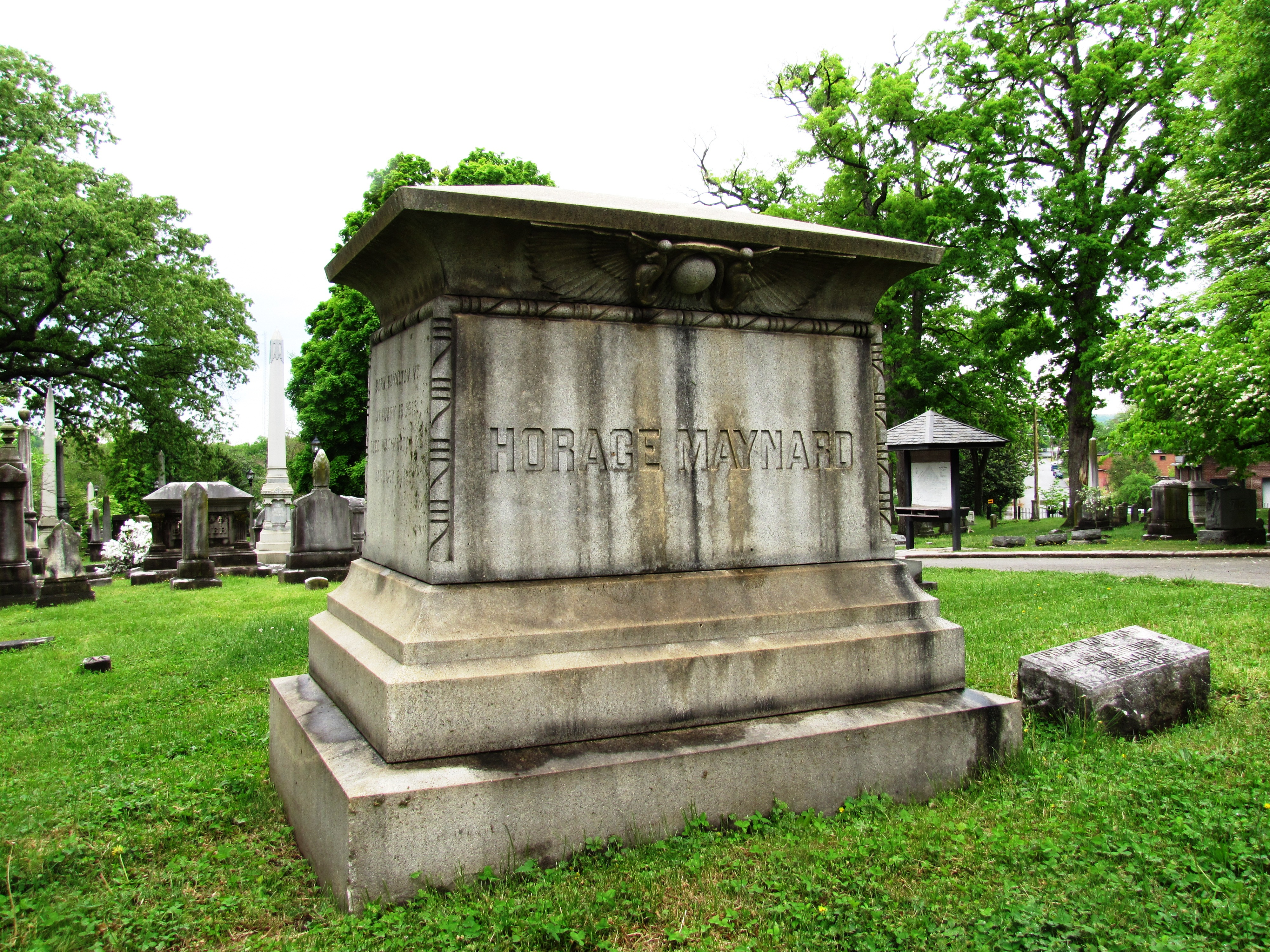
Maynards Grab in Knoxville

Horace Maynard (* 30. August 1814 in Westborough, Worcester County, Massachusetts; † 3. Mai 1882 in Knoxville, Tennessee) war ein US-amerikanischer Politiker, der als Postminister dem Kabinett von US-Präsident Rutherford B. Hayes angehörte.

## Leben
Nach der Schulausbildung graduierte Maynard 1838 am Amherst College. Von 1839 bis 1844 arbeitete er als Dozent an der East Tennessee University, der heutigen University of Tennessee. Er studierte erfolgreich Jura, wurde in die Anwaltskammer aufgenommen und begann in Tennessee zu praktizieren. Seine politische Laufbahn startete Maynard bei den Whigs, für die er 1852 dem Electoral College angehörte. Der von ihm unterstützte Winfield Scott war gegen den Demokraten Franklin Pierce jedoch chancenlos. Im folgenden Jahr kandidierte Maynard für das US-Repräsentantenhaus, scheiterte aber.
1857 gelang ihm dann aber der Einzug ins Repräsentantenhaus; diesmal war er von der American Party nominiert worden. Auch in den beiden folgenden Sitzungsperioden gehörte er dem Kongress an, wobei er 1859 Kandidat der von den Whigs abgespaltenen Opposition Party war; zwei Jahre später trat er als Unionist an. Die Sezession Tennessees trug er nicht mit.
Maynard schied 1863 aus dem Kongress aus, um Attorney General von Tennessee zu werden. 1866 kehrte er nach der Wiedereingliederung seines Heimatstaates in die Union nach Washington zurück; diesmal vertrat er im Repräsentantenhaus die National Union Party, einen Zusammenschluss jener Demokraten, die den Bürgerkrieg befürworteten, und der Republikaner. Später wurde er als Republikaner dreimal von den Wählern bestätigt; während der 43. Sitzungsperiode des Kongresses war er Vorsitzender des Bankausschusses (House Committee on Banking and Currency). 1864 gehörte er zum zweiten Mal dem Electoral College an, das Abraham Lincoln als Präsident bestätigte. Im Jahr 1868 war er für kurze Zeit auch Richter am Tennessee Supreme Court; jedoch wurde sein Recht, diesen Posten während seiner Zeit als Kongressabgeordneter innezuhaben, erfolgreich vor einem anderen Gerichtshof des Staates bestritten, so dass er das Richteramt wieder niederlegen musste.
1874 trat Maynard nicht erneut zur Wahl an, sondern kandidierte als Gouverneur von Tennessee. Er unterlag jedoch dem Demokraten James D. Porter. Von 1875 bis 1880 war er Nachfolger von George Henry Boker als US-Botschafter im Osmanischen Reich, ehe ihn Präsident Hayes als Postmaster General in sein Kabinett berief. Maynard trat diesen Posten am 2. Juni 1880 an und schied nach dem Ende von Hayes’ Amtszeit am 5. März 1881 gemeinsam mit diesem aus der Regierung aus. Nach seiner Rückkehr nach Tennessee verstarb Horace Maynard bereits im folgenden Jahr.